# リチウム (ニルヴァーナの曲)

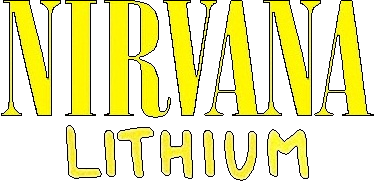
ロゴ

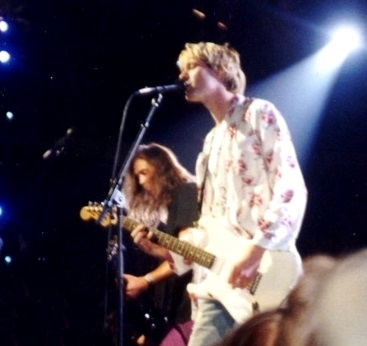
1992年のMTV Video Music Awardsより

「リチウム」(Lithium)はアメリカのロックバンド、ニルヴァーナの楽曲。

## 録音
ニルヴァーナが初めて本作を録音したのは1990年4月、ブッチ・ヴィグのスタジオにメンバーが集まったときだ。このときカートは、当時まだドラマーだったチャド・チャニングの演奏に不満を持っていたらしい。
ブッチによると、そこから一年後、カリフォルニアでドラマーをデイヴ・グロールに交代した後に再度録音したが、上手くはいかず、バンドメンバーがフラストレーションを晴らすため、「エンドレス・ネームレス」をライブでレコーディングしたところ、カートが激怒してスタジオをのたうち回ったという。

## 歌詞
曲名のリチウムは双極性障害 やうつ病の治療のために処方された薬のことであると考えられる。生前カートは宗教のことを「大衆にとっての素晴らしい鎮静剤」と呼んでおり、リチウムも宗教も、存在することの時に耐え難いほどの厳しさから逃れるためのものだという。
カートは、この曲の歌詞について架空の出来事だと述べていて、また「この歌はガールフレンドを失った男の話だ。彼女がなぜ死んだかは判らないが、AIDSか交通事故か何かで死んだとしてみよう。男はふさぎ込んでしまい、自分が自殺に走ってしまわないように最後の頼みの綱として宗教に救いを求めた」「 そのような悪徳の必要性を理解するのは難しいが、理解もできる。人々には悪徳が必要なのだ 」とも述べている。しかしカートは「ガールフレンドと別れたり、彼女との関係が良くなかった」という自身の経験が入っていることも認めている。 

## 収録曲
1. リチウム
2. ビーン・ア・サン(ライヴ)
3. カーマジョン
4. D-7（ジョン・ピール・レディオ・セッション)

## カバー
- ウィーザー-2019年のロック・イン・リオでカバー[3][4]。
- MAN WITH A MISSION-日本人アーティストによるトリビュート・アルバム『NEVERMIND TRIBUTE』でカバー[5]。
- ポリフォニック・スプリー-2006年のEP『Wait』でカバー[6]。

## チャート
| チャート (1992)  | 最高順位 |
| ---------------- | -------- |
| オランダ         | 17       |
| ベルギー         | 28       |
| ニュージーランド | 28       |

| チャート (1992)        | 最高順位 |
| ---------------------- | -------- |
| 全英シングルチャート   | 11       |
| 全米 Billboard Hot 100 | 64       |